# Dobie Gray

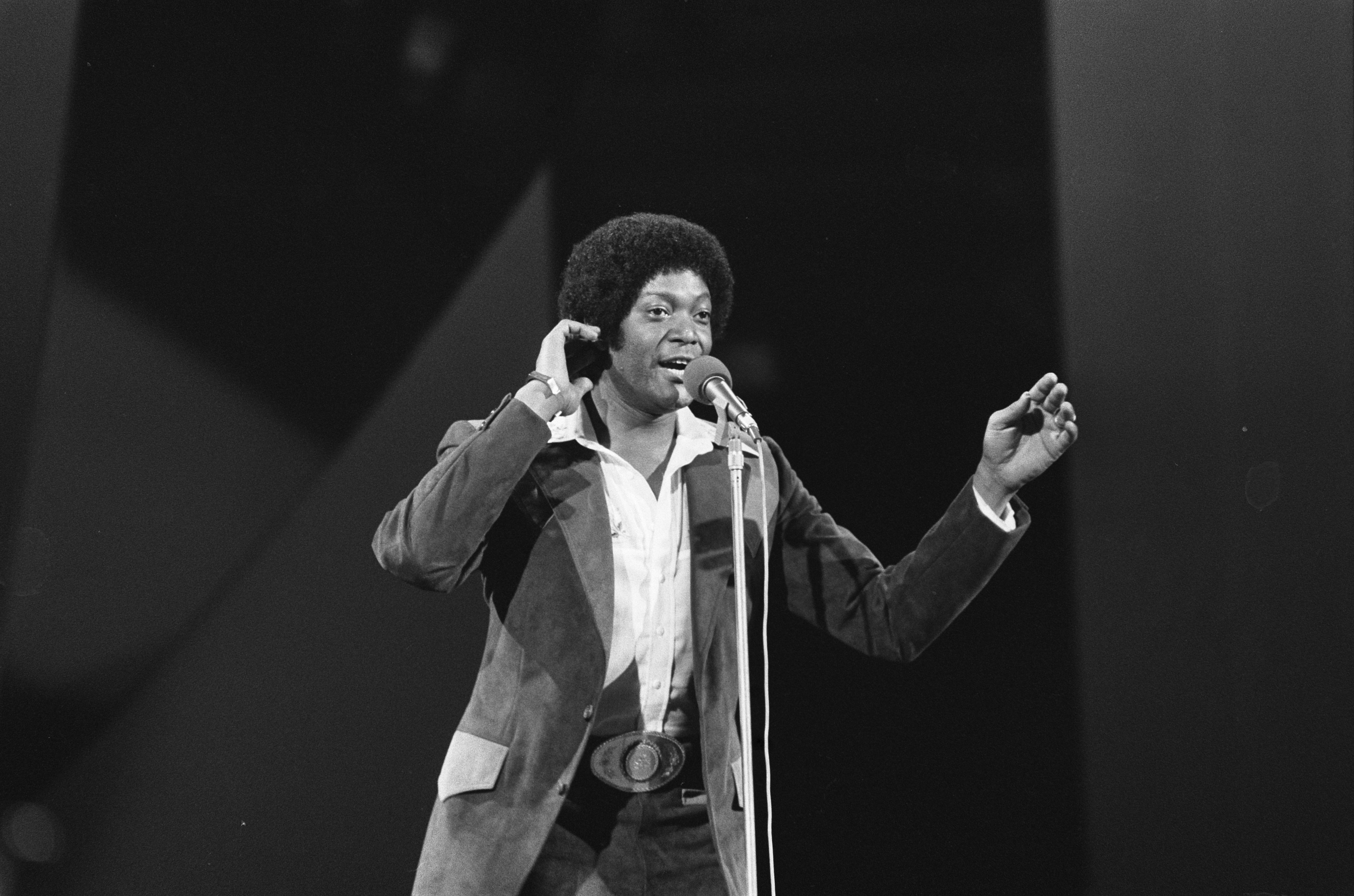
Dobie Gray

Dobie Gray (* 26. Juli 1940 in Simonton, Texas; † 6. Dezember 2011; eigentlich, nach unterschiedlichen Angaben, Leonard Victor Ainsworth oder Lawrence Darrow Brown) war ein US-amerikanischer Rhythm-’n’-Blues-, Soul- und Countrysänger. Seine bekanntesten Hits waren The ‘In’ Crowd (1965) und Drift Away (1973 und 2003). Auch als Songwriter war er in späteren Jahren erfolgreich.

## Leben
Gray wurde als Sohn einer Sharecropper-Familie in Texas geboren. Hier wurde er schon in der Jugend mit Gospel, Country und Rhythm ’n’ Blues vertraut. Nachdem er Anfang der 1960er Jahre nach Kalifornien gegangen war, lernte er Sonny Bono kennen, der zu dieser Zeit A&R-Manager bei Specialty Records war. Hier veröffentlichte er seine erste Hitsingle Look at Me, die fünf Wochen lang in der Hitparade notiert wurde. Zuvor hatte er bereits mehrere Schallplatten unter den Namen Leonard Ainsworth, Larry Curtis und Larry Dennis veröffentlicht. Den Durchbruch zum international bekannten Sänger schaffte Gray 1965 mit dem Song The ‘In’ Crowd. Das von Billy Page geschriebene und dessen Bruder Gene Page im Motown-Stil arrangierte Stück veröffentlichte Gray zunächst auf der Langspielplatte Dobie Gray Sings for ‘In’ Crowders That ‘Go Go’. Als Singleveröffentlichung erreichte The ‘In’ Crowd Platz 13 der Billboard Hot 100.
Den Erfolg der Single konnte er zunächst nicht wiederholen. Gray konzentrierte sich auf eine Bühnenkarriere, die ihn in die Besetzung der Produktion des Musicals Hair in Los Angeles führte. Nebenher sang er für eine Band namens Pollution, mit der er zwei Alben veröffentlichte. Drei Jahre lang war er als Songwriter beim Verlag Almo/Irving Publishing angestellt, ehe er ab 1972 wieder als Solokünstler an den Start ging. Er erhielt einen Vertrag bei MCA Records, wo er mit Songwriter und Produzent Mentor Williams zusammenarbeitete. Dies führte zur Veröffentlichung der Single Drift Away, deren Erfolg den von The ‘In’ Crowd noch übertraf. Sie erreichte Platz fünf in den amerikanischen Charts. Musikalisch bewegte er sich weg vom Soul in Richtung Country. Er zog um nach Nashville, wo er ein eigenes Studio gründete. Erfolge konnte er hier vor allem als Songwriter für Countrystars wie John Denver, Don Williams oder Charley Pride verbuchen. In Großbritannien wurde 1975 seine Aufnahme Out on the Floor aus dem Jahre 1966 als Single veröffentlicht. Im Umfeld des Northern Soul wurde sie ein kleinerer Hit. Sein letzter Einstieg in die regulären „Top Forty“ als Solosänger war in den USA 1978 das im Disco-Stil arrangierte You Can Do It.
Sein Hit Drift Away feierte 2003 ein Comeback in einer Version des Rockmusikers Uncle Kracker, auf der Gray auch selbst sang. Die Single verbrachte 35 Wochen in den US-Charts und stieg bis auf Platz neun.